# Isy Orén
Pour les articles homonymes, voir Oren.
Isy Orén (née le 17 juin 1946 à Krefeld) est une chanteuse allemande.

## Biographie
Isy Orén suit des cours de chant, de danse et de théâtre et commence sa carrière au milieu des années 60 dans sa ville natale de Krefeld. À 20 ans, elle chante de l'opérette au théâtre d'Osnabrück puis vient au début des années 1970 au Staatstheater am Gärtnerplatz de Munich. 
Elle apparaît à la télévision pour la première fois en 1969. Dans les années 1970, on la voit dans de nombreuses adaptations d'opérettes à la télévision et émissions musicales à côté d'artistes comme Rudolf Schock, Ingeborg Hallstein, Robert Stolz ou Anneliese Rothenberger.
Au milieu des années 1970, Isy Orén arrête volontairement la télévision. Elle se concentre sur sa carrière de chanteuse sur scène.

## Source de la traduction
- (de) Cet article est partiellement ou en totalité issu de l’article de Wikipédia en allemand intitulé « Isy Orén » (voir la liste des auteurs).